# Rising ER6

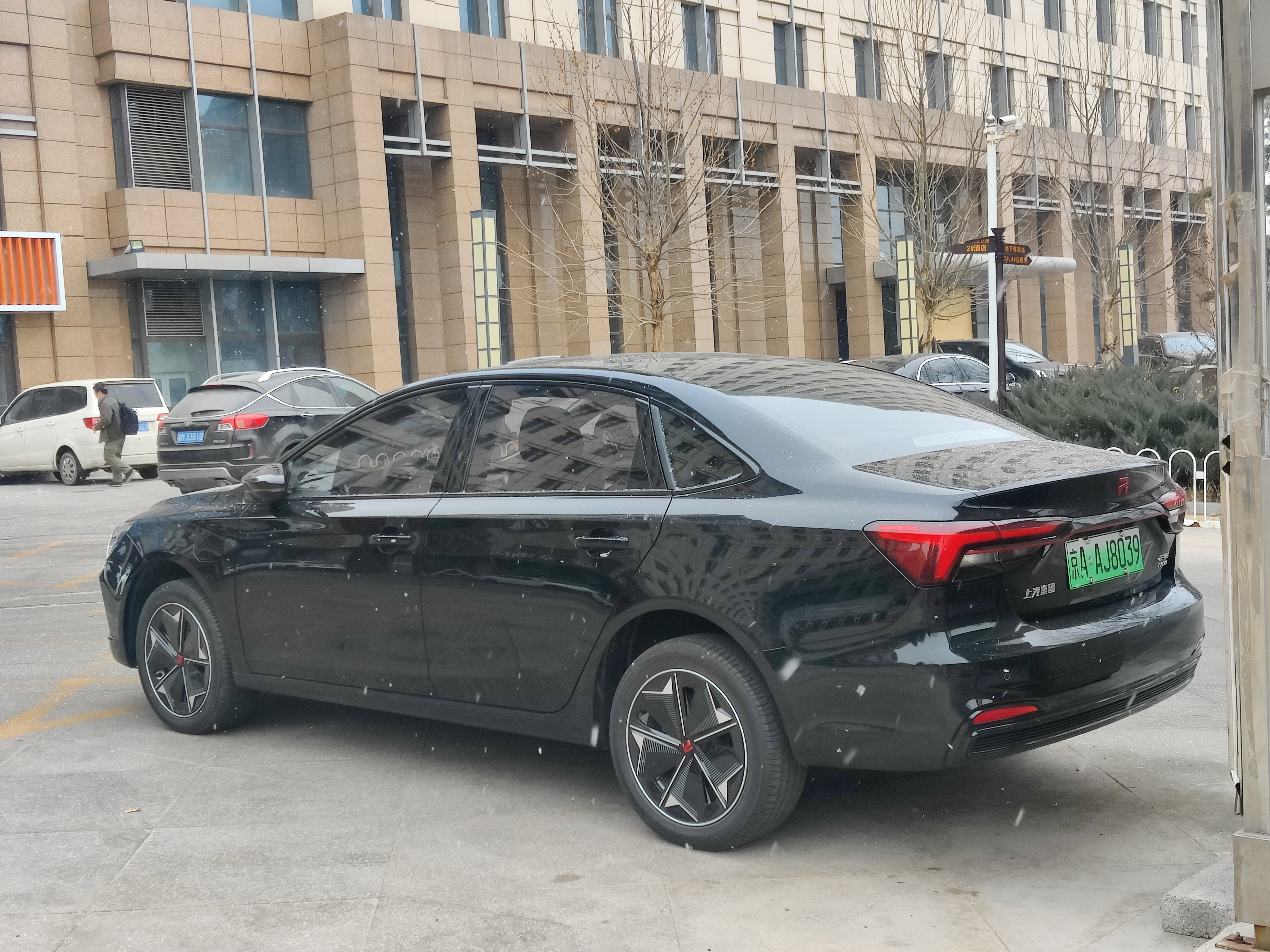
Heckansicht

Der Rising ER6 ist eine batterieelektrisch angetriebene Limousine der Kompaktklasse der zum chinesischen Konzern SAIC Motor gehörenden Marke Rising Auto.

## Geschichte
Roewe präsentierte den ER6 gemeinsam mit einem neuen Logo für die neue Submarke R im Mai 2020. Zwischen 2020 und 2022 wurde das Fahrzeug ausschließlich in China mit drei Ausstattungsvarianten verkauft. Im Oktober 2021 wurde aus der Submarke R die Marke Rising Auto. Fortan wurde der ER6 unter dieser vermarktet. Der Wagen basiert auf dem ebenfalls 2020 eingeführten i6 Max.

## Technische Daten
Angetrieben wird die Limousine von einem 135 kW (184 PS) starken Elektromotor von Huayu Automotive. Ein Lithium-Ionen-Akkumulator mit einem Energieinhalt von 69,9 kWh ermöglicht eine Reichweite von bis zu 620 km nach NEFZ. Der Strömungswiderstandskoeffizient cw wird mit 0,24 angegeben. Im September 2021 folgte eine Version mit einem kleineren Akku.
|                             | ER6              | ER6              |
| --------------------------- | ---------------- | ---------------- |
| Bauzeitraum                 | 2021–2022        | 2020–2022        |
| Motorkenndaten              |                  |                  |
| Motortyp                    | Elektromotor     | Elektromotor     |
| max. Leistung               | 135 kW (184 PS)  | 135 kW (184 PS)  |
| max. Drehmoment             | 280 Nm           | 280 Nm           |
| Kraftübertragung            |                  |                  |
| Antrieb                     | Vorderradantrieb | Vorderradantrieb |
| Getriebe                    | Eingang-Getriebe | Eingang-Getriebe |
| Antriebsbatterie            |                  |                  |
| Energieinhalt               | 61,1 kWh         | 69,9 kWh         |
| Messwerte                   |                  |                  |
| Höchstgeschwindigkeit       | 185 km/h         | 185 km/h         |
| Beschleunigung, 0–100 km/h  | 8,3 s            | 8,3 s            |
| Energieverbrauch auf 100 km | 12,2 kWh         | 12,2 kWh         |
| Reichweite nach NEFZ        | 520 km           | 620 km           |